# Family snapshot

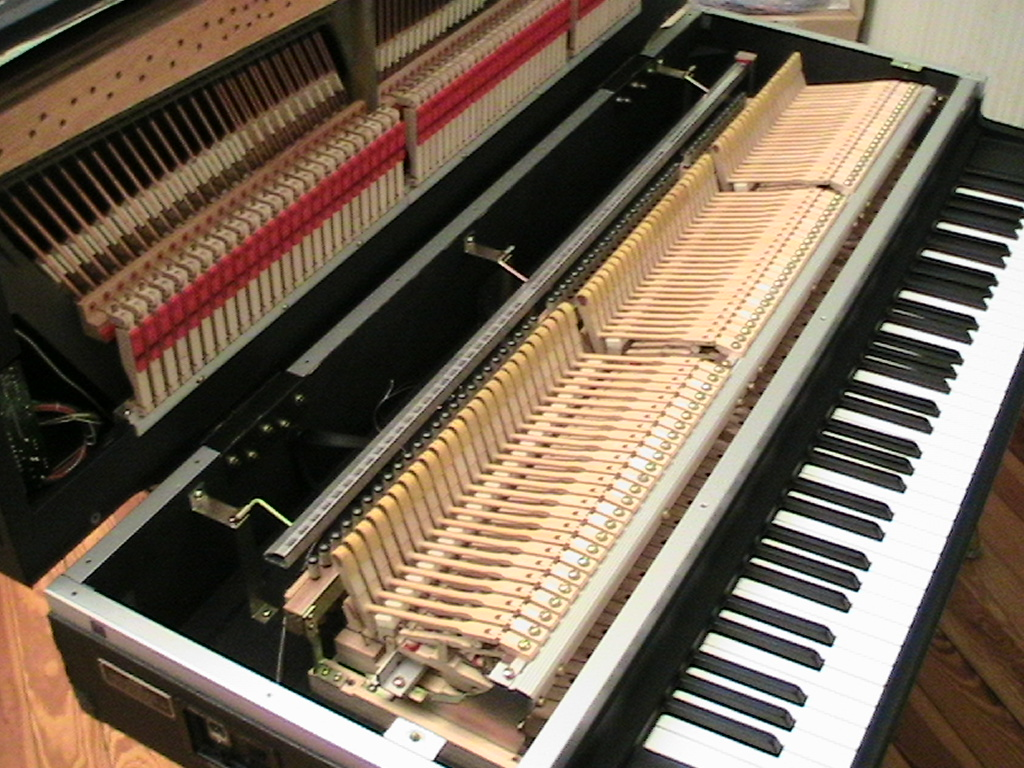
Yamaha CP-70

Family snapshot is een lied dat Peter Gabriel schreef voor zijn derde titelloze album uit 1980.
Gabriel liet zich voor dit nummer inspireren door het in 1973 uitgebrachte boek An assassin’s diary waarin schrijver Arthur Bremer zijn moord verklaard op gouverneur George Wallace, die tot 1958 tegen rassensegregatie was, maar daarna juist daarvoor. Gabriel combineerde dat met de moord op president Kennedy. In de ogen van Gabriel was met name Arthur Bremer uit op de roem die de moord op een bekend persoon met zich mee zou brengen; hij zou in een klap wereldberoemd zijn. Gabriel heeft het in zijn lied dan ook over de aanloop tot de moord(-en) ("four miles down the cavalcade moves on") en het slachtoffer ("everywhere he goes is news"). Het lied volgt de geschiedenis van de moord(-en) en begint kalm. De muziek wordt steeds meer opgewonden, als de moord dichterbijkomt ("let the bullet fly"). Aan het slot keert de rust in het lied terug ("all turned quiet") en het voert de dader terug naar een verwaarloosde jeugd spelend met een speelgoedgeweer zonder enige attentie van zijn ouders, die gaan scheiden. Hij schreeuwt om aandacht maar krijgt het niet ("I need some attention").
In het nummer is Gabriel voor het eerst als bespeler van de Yamaha CP-70 (grote elektrische piano) vastgelegd.   